# Cláudio César de Aguiar Mauriz
Cláudio César de Aguiar Mauriz, mais conhecido como Cláudio (Rio de Janeiro, 22 de agosto de 1940 – Nova Iorque, 24 de junho de 1979) foi um futebolista brasileiro que atuou como goleiro.
Cláudio morreu com 38 anos de idade, nos Estados Unidos, onde estava internado para tratamento contra um câncer.

## Carreira
Cláudio começou sua carreira jogando no Fluminense em 1961. Nos anos de 1962 a 1965 ele atuou por empréstimo no Olaria e Bonsucesso.
Em 1965, foi contratado pelo Santos FC para substituir Gylmar dos Santos Neves. Sua primeira partida na meta santista aconteceu no dia 10 de março de 1965 no Torneio Roberto Gomes Pedrosa, no Pacaembu na vitória do Peixe pelo placar de 4 a 1 diante da Portuguesa de Desportos. Devido á séria contusão no joelho, Cláudio ficou fora dos gramados por 32 meses (2 anos 7 meses), retornando apenas em fevereiro de 1972.
A última vez em que atuou pelo Santos foi no dia 19 de junho de 1973 na goleada santista diante do Baltimore Bays nos Estados Unidos pelo placar de 4 a 0. Pelo clube foi campeão paulista por cinco vezes (Campeonato Paulista de 1965, 1967, 1968, 1969 e 1973), uma da Taça Brasil (1965) e uma do Torneio Roberto Gomes Pedrosa (1968). Cláudio jogou 223 vezes pela meta santista, durante os anos de 1965 a 1969 e depois de 1972 a 1973, e é considerado um dos melhores goleiros que passaram pelo time.
Formou-se na Faculdade de Educação Física (Fefis), em Santos, falava inglês, francês, espanhol e “arranhava” um alemão, e era o intérprete da delegação nas longas viagens pelo exterior.

### Seleção brasileira
Cláudio foi convocado pela primeira vez para a Seleção Brasileira em 1968. Atuou na vitória do Brasil de 2 a 0 contra o Uruguai, no amistoso realizado no Pacaembu.
Na Seleção Brasileira jogou 7 partidas nos anos de 1968/69.

## Títulos
Santos FC
- Torneio Rio-São Paulo: 1966
- Campeonato Paulista: 1967, 1968, 1969 e 1973
- Torneio Roberto Gomes Pedrosa: 1968
- Recopa Sul-Americana: 1968
- Recopa Mundial: 1968